# 霍普威爾 (佛羅里達州麥迪遜縣)
霍普威爾（英語：Hopewell）是位於美國佛羅里達州麥迪遜縣的一個非建制地區。該地的面積和人口皆未知。

## 地理
霍普威爾的座標為30°22′56″N 83°26′41″W / 30.38222°N 83.44472°W，而該地的平均海拔高度為38米（即125英尺）。